# Lácora
El Lácora o Lakora en euskera, es una cumbre del valle de Belagua, Navarra, en la frontera entre Francia y España. Tiene 1877 metros de altitud y su ascensión más fracuentada parte del refugio de Belagoa. Sin embargo, los caminos a la cumbre más espectaculares parten de la vertiente francesa y en ellos se encuentra el cañón llamado la "Garganta de Kakoeta".
- Datos: Q5985208